# Orden de Osmaniye
La Orden de Osmanieh u Orden de Osmaniye (en turco otomano: نشانِ عثمانیہ‎) fue un condecoración civil y militar del Imperio otomano.

## Historia
La orden fue creada en enero de 1862 por el sultán Abdülaziz. Con la obsolescencia de la Orden de la Gloria, esta se convirtió en la segunda orden más alta del Imperio, situada detrás de la Orden de Distinción. Fue concedida por el Sultán a sirvientes civiles y líderes militares por destacado servicio al estado. Generalmente no podía ser otorgada a mujeres, pero parece que se hicieron excepciones a discreción por el sultán. La orden fue originalmente establecida en tres clases. En 1867 fue ampliada a cuatro clases, más una primera clase aumentada con brillantes o diamantes (esto no incluía las condecoraciones con sables, que no eran clases separadas) a 50 miembros para la primera clase, 200 miembros para la segunda clase, 1000 para la tercera clase, y 2000 para la cuarta clase.  Originalmente no se podía recibir la primera clase de esta orden sin haber sido condecorado con la Primera Clase de la Orden del Medjidie, pero durante los 33 años de reinado de Abdulhamid II, estas restricciones fueron ignoradas y ambas órdenes fueron otorgadas libremente. Una quinta clase fue añadida en 1893.
A partir de 1915 hasta el fin de la Primera Guerra Mundial, todas las clases podían se concedidas con sables cuando eran otorgadas por logros en operaciones militares.

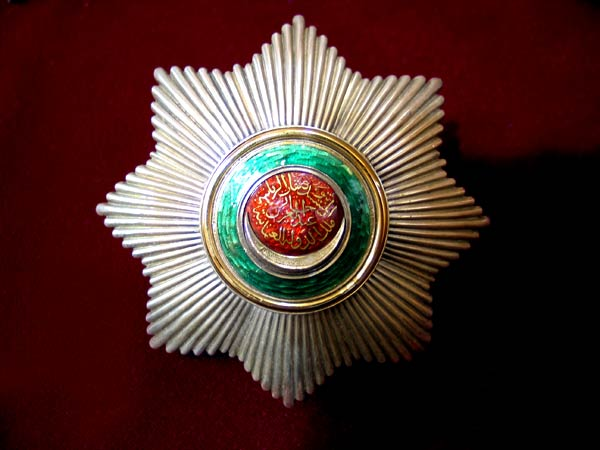
Insignia de la Orden.

## Descripción
La insignia de la orden es una estrella de siete puntas en esmalte verde oscuro, con tres cortos rayos plateados entre cada punta de la estrella. El medallón central es de oro, con un campo esmaltado en rojo rodeado por una banda esmaltada en verde. En la parte central roja hay una media luna de oro en relieve y una inscripción caligráfica que dice "Confiando en la ayuda del Dios Todopoderoso, Abdulaziz Khan, Soberano del Imperio Otomano". El medallón del centro del reverso es de plata, con un trofeo de armas y el año AH. 699, año de la creación del Imperio Otomano. La insignia está suspendida por una media luna y una estrella doradas, mirando hacia arriba. La estrella de la orden lleva el mismo medallón central anverso superpuesto a una estrella plateada de siete puntas de rayos facetados. Una estrella de la primera clase mide típicamente alrededor de 100 mm, mientras que la de la segunda clase mide alrededor de 90 mm de ancho, con la marca de ceca otomana en el reverso.